# Njuohkarjavri
Njuohkarjavri eller Njuokkargjävri är en sjö i Finland. Den ligger i kommunen Utsjoki i landskapet Lappland, i den norra delen av landet, 1 100 km norr om huvudstaden Helsingfors. Njuohkarjavri ligger 251,7 meter över havet. Omgivningarna runt Njuohkarjavri är i huvudsak ett öppet busklandskap. Arean är 1,07 kvadratkilometer och strandlinjen är 6,35 kilometer lång. Sjön  ingår i Tana älvs huvudavrinningsområde. 